# Flughafen Lourdes

i7
i11
i13
Der Flughafen Lourdes (frz. Aéroport International Tarbes-Lourdes-Pyrénées, IATA-Code: LDE, ICAO-Code: LFBT) ist ein südwestfranzösischer Flughafen zwischen Lourdes und Tarbes im Département Hautes-Pyrénées. Das Unternehmen Tarmac Aerosave, welches für die Wartung und Lagerung von Flugzeugen zuständig ist, hat hier seinen Sitz (neben dem am Flughafen Teruel).

## Geschichte
Nach der Besetzung Vichy-Frankreichs Ende 1942 durch die deutsche Wehrmacht übernahm ein Kommando der deutschen Luftwaffe den Flugplatz. Ab Anfang April 1943 war Tarbes Basis der 3. Staffel des Jagdgeschwaders 101, sie lag hier bis Anfang 1944. Daneben war hier zwischen Ende April 1943 und Mitte Mai 1944 die 1. Staffel der Jagdgruppe West auf Bf 109E/F/G und Fw 190A stationiert. Mitte Juni 1944 kam es dann nochmals zu einer einwöchigen Nutzung durch einige He 177 der 6. Staffel des Kampfgeschwaders 40.

## Anfahrt
Der Flughafen liegt 10 km nördlich von Lourdes und 10 km südwestlich von Tarbes entfernt in der Gemeinde Ossun und ist über die Nationalstraße RN 21 zu erreichen.

## Flugzeugabstellplatz
Seit 2017 dient der Flughafen Lourdes immer stärker als Flugzeugfriedhof, auf dem Flugzeuge während vorübergehender Stilllegung abgestellt, oder aber ausgeschlachtet und verwertet werden.
Der Flughafen verfügt über zahlreiche Flugzeugabstellplätze, die für den laufenden Betrieb nicht benötigt werden. Daher werden von der Firma Tarmac Aerospace bis zu 90 Abstellplätze, die von Leasinggesellschaften und Fluggesellschaften vorübergehend nicht benötigt werden, vermarktet. So wurden etwa einige der Maschinen der insolventen Air Berlin in Tarbes geparkt. Derzeit wird der Flughafen auch zum Parken des ersten von Singapore Airlines ausgemusterten Airbus A380 (Luftfahrzeugkennzeichen 9V-SKA) genutzt. Das Flugzeug steht im Eigentum eines von der Dr. Peters Gruppe verwalteten Leasingfonds und hat bislang noch keinen Nachnutzer gefunden. Ein Hangar für Flugzeuge bis zur Größe des A380 steht für Reparatur- und Recyclingarbeiten zur Verfügung. Seit Anfang 2019 wird der erste ausgelieferte A380 für den Liniendienst hier zur Weiterverwendung der Einzelteile zerlegt.

## Zwischenfälle
- Am 29. Mai 1960 verunglückte eine Vickers Viking 1A der britischen Air Safaris (Luftfahrzeugkennzeichen G-AHOR) bei der Landung auf dem Flughafen Tarbes-Ossun-Lourdes. Im Anflug bei einer 8/8-Wolkenbedeckung in 150 Metern (500 Fuß) war die Landebahn in der Entscheidungshöhe nicht zu sehen. Daraufhin wurde durchgestartet. Dabei wurde die Bahn plötzlich sichtbar und der Anflug wieder aufgenommen, wobei man allerdings vergaß, das Fahrwerk wieder auszufahren. Dies führte natürlich zu einer Bauchlandung, bei der das Flugzeug irreparabel beschädigt wurde. Alle 30 Insassen, drei Besatzungsmitglieder und 27 Passagiere, überlebten den Unfall.[6]